# Бо Бёрнем: Дома
Бо Бёрнем: Дома (англ. Bo Burnham: Inside) — американское телешоу 2021 года, придуманное, снятое и срежиссированное комиком Бо Бёрнемом. Было записано без аудитории и съёмочной группы в гостевом домике Бёрнема в Лос-Анджелесе во время пандемии COVID-19 и выпущено на Netflix 30 мая 2021 года. Шоу содержит зарисовки и скетчи повседневной жизни сидящего дома Бо Бёрнема, в которых показано ухудшение его психического здоровья. В шоу исследуется тема отношения к Интернету и аудитории, рассматриваются социальные проблемы, включая изменение климата и общественные движения. Также в шоу присутствует презентация FaceTime, публикаций в Instagram, секстинг и потоковая передача видеоигр.
Сериал следует за предыдущим шоу Make Happy (2016), во время которого Бёрнем начал испытывать панические атаки, выступая на сцене. Был выпущен 30 мая 2021 года, а альбом песен из шоу Inside (The Songs) выпустили в цифровом виде 10 июня 2021 года. Шоу в целом получило положительные отзывы, особенно хвалили музыку, кинематографию и презентацию жизни в условиях пандемии. Критики также отметили, что шоу включает в себя различные виды искусства, например, музыку, стендап и монологи, из-за чего его можно отнести к разным жанрам: комедии, драме, документальному фильму и театру. Бёрнем получил премию «Эмми» за выдающееся музыкальное руководство, выдающееся писательство и выдающуюся режиссуру для эстрадного выпуска.

## Автор идеи
Бо Бёрнем — музыкальный комик, ставший известным в 2006 году благодаря своим видео на YouTube. После того, как он выпустил свои песни в дебютном одноименном альбоме (2009), он провел три стендап-тура: Words Words Words (2010), what. (2013), и Make Happy (2016). Во время тура Make Happy у Бёрнема начались панические атаки на сцене, из-за чего он бросил выступать вживую. В последующие годы он срежиссировал «Восьмой класс» (2018) и снялся в фильме «Девушка, подающая надежды» (2020).

## Содержание
Не имея возможности выйти из дома, Бёрнем проводит своё выступление в одиночной комнате. Периодически в шоу появляются вставки, в которых комик сообщает, сколько времени прошло за работой. Шоу начинается с рассвета в пустой небольшой комнате, где спустя пару секунд Бёрнем исполняет первую песню «Content». Следующей песней становится «Comedy», в которой комик выражает сомнение по поводу того, стоит ли в такое время шутить. Однако он также чувствует себя вдохновлённым на создание шоу. Он исполняет песню «FaceTime with my Mom (Tonight)», в которой показаны его разочарования от связи с матерью по FaceTime. Дальше исполняет «How the World Works», имитируя песню для детей, в которой учит их устройству природы и мира. Однако кукла из носка, которую он использует, начинает петь о разных спорных темах, например, об историческом геноциде.
Бёрнем пародирует консультанта по брендам, упоминая в своём монологе компании, которые должны проявлять моральные качества. Он поёт «White Woman’s Instagram» про тренды инстаграма, сопровождая исполнение созданием фотографий, после чего в форме стендапа спрашивает у зрителя, всем ли так обязательно выражать своё мнение обо всём подряд. Бёрнем исполняет песню «Unpaid Intern» и записывает видео-реакцию на собственное исполнение, пародируя похожий жанр видео на YouTube. Видео закольцовывается, он реагирует на собственную реакцию несколько раз. Затем поёт «Bezos I», адресованную Джеффу Безосу, американскому предпринимателю и миллиардеру.
Бёрнем исполняет одноимённую песню про секстинг и снимает видео-благодарность, держа в руке нож. Поёт две песни «Look Who’s Inside Again» и «Problematic», посвящённые самому себе из прошлого. Он обращается к зрителю за несколько минут до своего тридцатилетия, сообщая, что планировал закончить съёмки шоу до этой даты, и позже исполняет песню «30». Песня заканчивается монологом о суициде, который он не собирается совершать в 40 лет, и говорит зрителю не убивать себя.
Начинается антракт, Бёрнем протирает камеру. Он спрашивает, что зритель думает о шоу в песне «Don’t Wanna Know». Он снимает пародию на стримера видеоигр, одновременно исполняя роль и персонажа, который может ходить по комнате и плакать, и стримера, который комментирует действия самого себя в игре. Дальше он исполняет две песни, посвящённые своему психическому здоровью: «Shit» и «All Time Low», в которых Бёрнем признаётся, что не чувствует себя в порядке. В песне «Welcome to the Internet» он рассуждает об изменяющейся природе Интернета. Бёрнем говорит зрителям, что не хочет заканчивать шоу, потому что тогда ему будет нечем заняться, снова поёт о Джеффе Безосе в "Bezos II"и исполняет «That Funny Feeling». Он пытается рассказать что-то зрителям, но у него случается нервный срыв.
Бёрнем исполняет «All Eyes On Me», в которой использует звуковую дорожку с аудиторией, что напоминает запись с живого выступления. Комик рассказывает, как пять лет назад перестал выступать из-за серьёзных панических атак, однако к январю 2020 года его психическое здоровье заметно улучшилось, и тут «случилось самое забавное».
Комик занимается обычными утренними делами и смотрит видеозапись с выступлением «All Eyes On Me», после чего говорит: «Кажется, я закончил». Далее идёт флешбэк, который показывает Бо с короткой причёской, поющего «Goodbye»; сцена возвращает зрителя обратно к нынешнему бородатому Бёрнему. В какой-то момент песни он выходит из дома к невидимой публике, которая аплодирует ему, но позже высмеивает за попытку вернуться в дом. Позже он сидит в комнате и смотрит запись этой сцены на проекторе, смех становится громче, и он начинает улыбаться. Финальная песня «Any Day Now» играет поверх титров.

## Производство
Шоу снималось в гостевом доме в Лос-Анджелесе, который также использовался для съемок финала Make Happy. Zillow сообщает, что эта же собственность использовалась для съёмок фильма «Кошмар на улице Вязов» (1984). Бёрнем сообщил, что из-за пандемии COVID-19 он работал в одиночку, без съёмочной группы.

## Релиз
Бёрнем анонсировал шоу 28 апреля 2021 года вместе с небольшим трейлером. О выходе шоу было объявлено в его профилях Twitter и в Instagram. 21 мая Бёрнем сообщил, что шоу выйдет 30 мая 2021. Шоу было показано в нескольких кинотеатрах США с 22 по 25 июля 2021 года, некоторые добавили показы после того, как прошли первые выходные.

## Дома (песни)
Альбом был выложен 10 июня 2021 под названием «Inside (The Songs)» на платформах потоковой передачи музыки через американский лейбл звукозаписи Republic Records. В этом заключается отличие Бо Бёрнем: Дома от Make Happy, так как предыдущее шоу не было выпущено в виде альбома песен. По словам Тайлера Арнольда, исполнительного директора лейбла, он посмотрел шоу спустя несколько дней после выпуска и связался с Бёрнемом. Арнольд много лет был поклонником Бёрнема и посмотрел шоу 10 раз. Альбом был выпущен через день после подписания контракта.
Песня «FaceTime with my Mom (Tonight)» была выпущена как музыкальный видеоклип на YouTube канале Netflix, который называется Netflix Is A Joke, 1 июня 2021 года. Четыре музыкальных видео было выложено на YouTube канал Бо Бёрнема: «Welcome to the Internet» 4 июня 2021, «White Woman’s Instagram» 10 июня 2021, «All Eyes On Me» 16 июня 2021 и «That Funny Feeling» 27 ноября 2021. Песни «How the World Works» и «Unpaid Intern» были загружены на Netflix Is A Joke 23 и 25 июля 2021 года соответственно.
Многие песни достигли высоких позиций в чартах. «All Eyes On Me» стала первой комедийной песней, вошедшей в чарт Billboard Global 200. Альтернативная версия «All Eyes On Me», без монолога Бёрнема, была выпущена как сингл 2 июля 2021 под названием «All Eyes On Me (Song Only)». Она включена как дополнительный трек в альтернативную версию полного альбома. Арнольд сообщил, что это было сделано из-за просьб фанатов, которые хотели версию песни без речи. 20 июля, в день полета миллиардера Джеффа Безоса в космос, и 21 июля 2021 года песни «Bezos I» и «Bezos II» были просмотрены в общем 1,7 миллиона раз, рост аудитории составил 21 %. В сентябре 2021 было объявлено о выпуске физических носителей альбома на компакт-диске и виниле, которые были выпущены 3 декабря 2021 через лейблы Imperial Records and Republic Records. Было подписано ограниченное количество компакт-дисков.